# Telecom Argentina
Telecom Argentina S.A. ist ein großes Telekommunikationsunternehmen mit Sitz in Buenos Aires. Es ist im MERVAL an der Bolsa de Comercio de Buenos Aires gelistet.

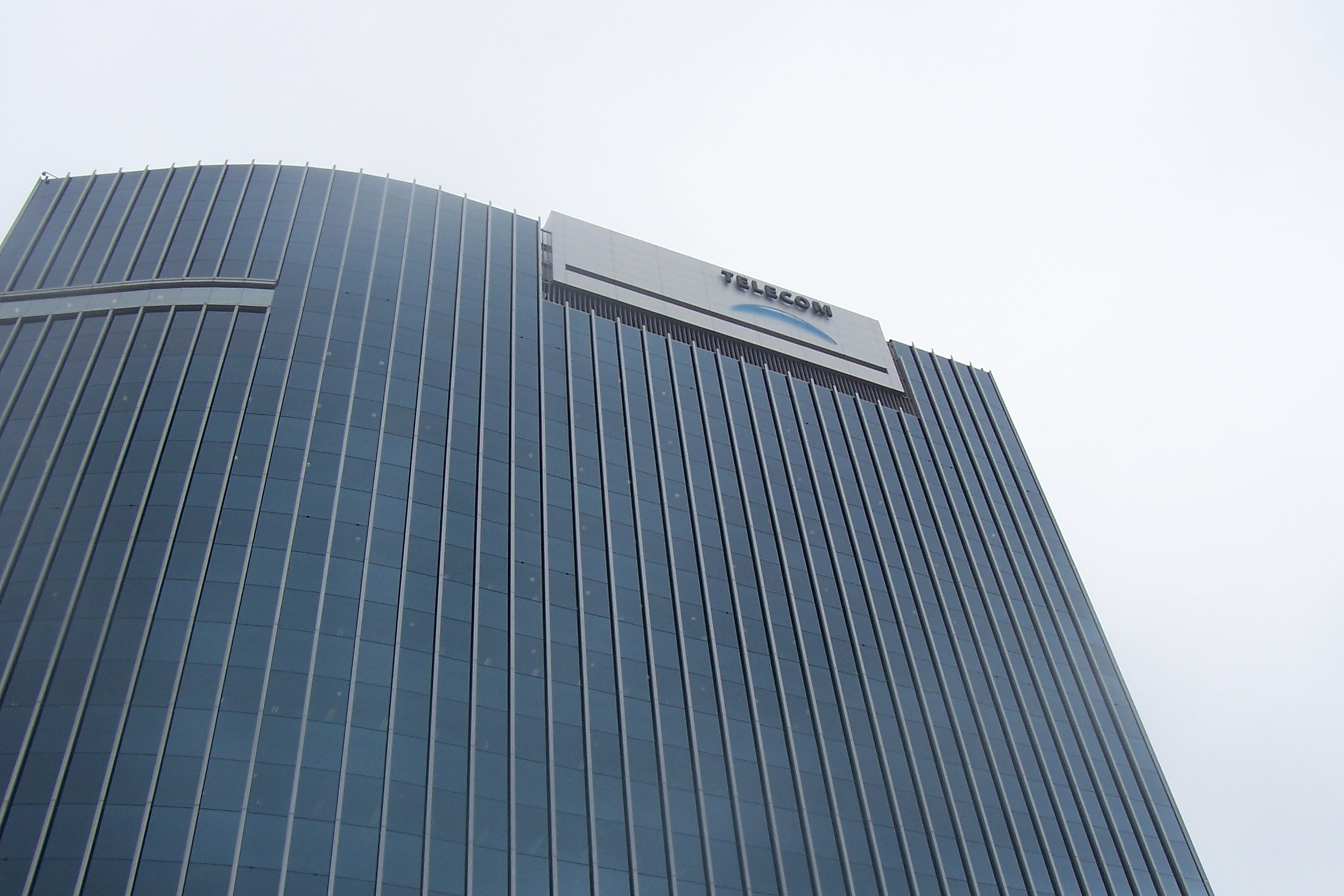
Telecom-Argentina-Gebäude in Puerto Madero, Buenos Aires

Telecom Argentina wurde am 8. November 1990 gegründet, nach einer Ausschreibung von Telekommunikationslizenzen durch die Regierung von Argentinien.

## Geschichte
Im Jahre 1948 unter Präsident Juan Domingo Perón wurden alle privaten Telekommunikationsunternehmen verstaatlicht und die Teléfonos des Estado gebildet. Diese wurde 1957 in Empresa Nacional de Telecommunicaciones (ENTel) umbenannt. Im Jahre 1990 wurde die ENTel privatisiert und in eine südliche und eine nördliche Gesellschaft aufgeteilt (Sociedad Licenciataria Norte S.A.). Im Norden wurde die Nortel Inversora SA am 8. November 1990 gegründet.

## Anteilseigner
Die Anteile der Telecom Argentina werden von folgenden Anteilseigner gehalten:
- 31,53 % Fintech Telecom LLC
- 18,75 % Cablevisión Holding S.A. (CVH)
- 20,06 % VLG S.A.U.
- 29,65 % öffentliches Anbieten
- 0,01 % Anteile der Klasse C

## Strukturdaten
Die Telecom Argentina hat über 12.000 km Glasfaserleitungen und IP-Backbone-Netze und ist das größte südamerikanische ATM-Netzwerk mit über 560 Knoten. Sie hat fast 14.000 Beschäftigte.

## Tochtergesellschaften
- Telecom bietet Festnetztelefonie
- Personal bietet Mobilfunkzugänge
- Arnet bietet Internetzugänge
- Publicom ist Herausgeber von Telefonbüchern und Gelben Seiten